# Někdo klepe na dveře
Někdo klepe na dveře (v anglickém originále Knock at the Cabin) je americký apokalyptický psychologický filmový horor z roku 2023, který napsal, režíroval a produkoval M. Night Shyamalan. Snímek je natočen podle románu The Cabin at the End of the World Paula G. Tremblaye z roku 2018, což je první adaptace jednoho z jeho děl. Ve filmu hrají Dave Bautista, Jonathan Groff, Ben Aldridge, Nikki Amuka-Bird, Kristen Cui, Abby Quinn a Rupert Grint.

## Synopse
Rodina je na dovolené na odlehlé chatě, když je náhle přepadnou cizinci a drží je jako rukojmí.

## Obsazení
| Dave Bautista    | Leonard |
| Jonathan Groff   | Eric    |
| Ben Aldridge     | Andrew  |
| Nikki Amuka-Bird | Sabrina |
| Rupert Grint     | Redmond |

## Vydání a ohlasy
Film Někdo klepe na dveře měl premiéru 30. ledna 2023 v New Yorku a do amerických kin ho uvedla společnost Universal Pictures 3. února 2023. Snímek získal vesměs pozitivní hodnocení kritiků a celosvětově vydělal přes 54 milionů dolarů.